# Jörg Ewald Dähler
Jörg Ewald Dähler, né le 16 mars 1933 à Berne et mort le 3 novembre 2018, est un chef d'orchestre, claveciniste, pianofortiste et compositeur suisse.

## Biographie
Jörg Ewald Dähler, fils du pasteur réformé Karl Walter Dähler (1903-1986), grandit à Langnau im Emmental. Il fréquente ensuite le collège de formation des enseignants de Hofwil. Au conservatoire de Berne, il est diplômé pour l'enseignement du piano et étudie ensuite le clavecin à la Musikhochschule de Fribourg-en-Brisgau.
Il enseigne la basse continue, la musique de chambre et la direction de chœur au conservatoire de Berne et à la Schola Cantorum de Bâle. Parmi ses élèves on trouve notamment Olive Emil Wetter, Hans Eugen Frischknecht et Ursula Duetschler. De 1965 à 1998 il dirige des concerts à Berne, à Bätterkinden Gasthof Krone et au château de Hindelbank et à partir de 1974 le chœur de chambre de Berne. Il s'est produit à titre de chef invité et soliste, en Europe et en Asie.
Il pratiquait également le dessin. Il a illustré deux recueils de nouvelles de son père écrites dans le dialecte allemand de Berne : « Momou das git’s » (Langnau im Emmental, 1983) et « Ou das het’s ggä » (idem, 1986).

## Récompenses
Pour son travail, il a reçu le prix de la culture du canton de Berne et de la médaille externe de la commune de Berne.

## Œuvres
- Das Passionsgeschehen nach dem Evangelisten Lukas. Für 1–8-stimmig gemischten Chor, Sprecher, Posaunenquartett und Orgel. 1987.
- En tant qu'éditeur[4] : 
  - Tomaso Albinoni, Concerto en ré majeur op. 7 no 1
  - François Devienne, 6 Sonates, opus 24 pour basson et basse continue - Accolade-Musikverlag.
  - Galuppi, Magnificat en sol
  - Vivaldi, Concerto en la majeur
  - Vivaldi, Concerto pour 2 trompettes, cordes et basse continue en do majeur

## Discographie
- Bach, Sonate pour flûte - Peter Lukas Graf, flûte (Claves CD 50-401)
- Bach, Variations Goldberg (1986, Claves)
- Devienne, Six Sonates pour basson et basse continue (Claves CD 50-9207)
- Galuppi, Musiche Veneziane, Concerti e Sinfonie (1976, Claves CD 508306) (OCLC 1040113294)
- Keiser, Markus Passion - Gemischter Chor Zweisimmen (Claves)
- Schubert, Winterreise - Ernst Haefliger, ténor (septembre 1980, Claves) (OCLC 890804017)
- Schubert, Schwanengesang - Ernst Haefliger, ténor (1985, Claves) (OCLC 637752983)
- Schubert, Sonates en la majeur et la mineur D 664 - sur un piano Brodmann, 1820 (mars 1978, Claves) (OCLC 20868313)
- Schubert, Sonates D 605a, D 960 (1980, Claves) (OCLC 900320095)
- Schubert, Impromptus, op. 90 et 142 (juillet 1975, Claves) (OCLC 953014707)
- Schubert, Trios avec piano D 898 et D 28 (12-15 novembre 1990, Claves) (OCLC 659311465)
- Vivaldi, Concerto en si mineur op. 3 no 10 pour 4 violons, violoncelle, cordes et clavecin (1970, Claves)